# Novembergruppe

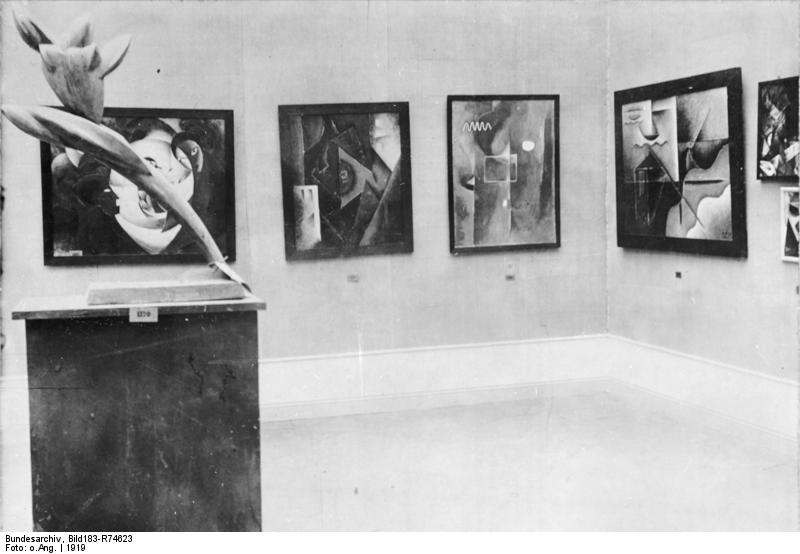
Uno scorcio di una sala del Novembergruppe alla Große Berliner Kunstausstellung del 1919; a sinistra la scultura Furioso di Oswald Herzog

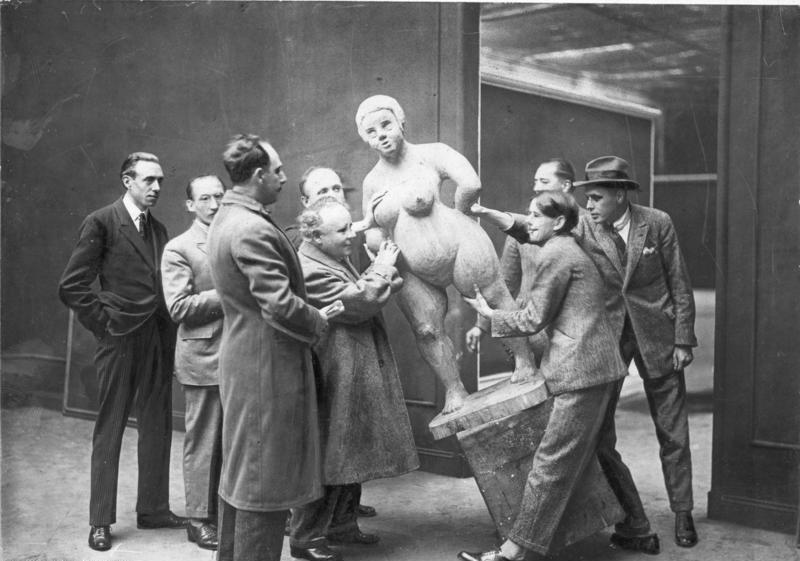
Installazione di una scultura di Christoph Voll nella sezione Novembergruppe della Große Berliner Kunstausstellung, Giugno 1924.

Il Novembergruppe fu un'associazione di artisti e architetti tedeschi legati alle avanguardie. Costituita il 3 dicembre 1918 prendeva il nome dal mese della rivoluzione che portò alla costituzione della Repubblica di Weimar.

## Storia
Il gruppo era diretto da Max Pechstein e César Klein. Legati più dai comuni ideali socialisti che dallo stile artistico, il gruppo faceva pressione affinché gli artisti avessero una maggiore voce in capitolo su argomenti come l'organizzazione delle scuole d'arte e nuove leggi sui temi artistici. Nello stesso mese della fondazione l'associazione si fuse con il gruppo Arbeitsrat für Kunst (Consiglio dei lavoratori delle arti).
Una parte del gruppo proveniva dall'ambiente editoriale della rivista Sturm di Herwarth Walden, altri provenivano dal movimento dadaista, altri ancora erano quelli che appartenendo al più vecchio Werkbund avrebbero portato alla costituzione del Bauhaus, ed altri erano legati al gruppo dei futuristi italiani. Gli artisti del Novembergruppe si descrivevano come radicali e rivoluzionari. I loro scopi, come per l'Arbeitsrat für Kunst, erano quelli di sostenere la rivoluzione sociale in Germania e l'unione tra arte e persone.
Nel 1921 degli artisti dell'ala più a sinistra del Novembergruppe firmarono una dichiarazione per porre fine dell'imborghesimento degli artisti, i firmatari erano: Otto Dix, George Grosz, Raoul Hausmann, John Heartfield, Hannah Höch, Rudolf Schlichter and Georg Scholz. Nel 1922 il Novembergruppe si decentralizzò e si ricostitui in gruppi locali riuniti tra loro nel collettivo Kartell fortschrittlicher Künstlergruppen in Deutschland (cartello dei gruppi artistici di punta in Germania).
La sintesi di stili, spesso chiamata Kubofutoexpressionismus (cubismo-futurismo-espressionismo), era una caratteristica del gruppo, anche se in realtà i risultati erano talmente disparati da rendere problematica la classificazione. Oltre i pittori erano molti gli artisti di altre discipline come gli architetti ed i musicisti. I musicisti infatti divennero una delle forze trainanti, guidati prima da Max Butting e poi Hans Heinz Stuckenschmidt.
Il Novembergruppe organizzava regolarmente attività pubbliche come festival, visite agli studi ed eventi letterari o musicali e soprattutto mostre. Rilevanti le ripetute partecipazioni della sezione Novembergruppe alla Großen Berliner Kunstausstellung e le mostre organizzate dai vari gruppi locali: Hallische Künstlergruppe, Kräfte, Die Kugel, Gruppe Rih, Üecht, Dresdner Sezession Gruppe 1919, Das Junge Rheinland, De Stijl. L'associazione invitò alle sue mostre grandi artisti internazionali: nel 1919 Marc Chagall, nel 1920 Georges Braque, Fernand Léger e Marie Laurencin, nel 1922 Henryk Berlewi, nel 1923 El Lissitzky, Iwan Puni e László Péri. Una delle più importanti collaborazioni espositive internazionali fu la collaborazione con i Futuristi italiani a Roma nel 1920, organizzata da Filippo Tommaso Marinetti e dal membro del Novembergruppe Enrico Prampolini.
I nazisti soprannominarono il gruppo Rote Novembergruppe ed a causa della loro applicazione nell'astrazione e l'atonalità, i membri furono insultati come bolscevichi. Nel 1933, nei primi giorni del nazionalsocialismo, il Novembergruppe dovette cessare la sua attività.

## Membri
Il gruppo fu fondato prevalentemente da pittori: Max Pechstein, Georg Tappert, César Klein, Moriz Melzer e Heinrich Richter. Alla prima riunione del 3 dicembre 1918 si associarono Karl Jakob Hirsch, Bernhard Hasler, Richard Janthur, Rudolf Bauer, Bruno Krauskopf, Otto Freundlich, Wilhelm Schmid, lo scultore Rudolf Belling e l'architetto Erich Mendelsohn. Il comitato direttivo fu scelto in questo gruppo.
Una lista esaustiva di tutti i membri è di difficile compilazione a causa della mancanza di documentazione dei primi momenti. Tuttavia il catalogo di una delle prime mostre fu ristampato nel 1925 presentando la seguente lista di nomi:
- Lou Albert-Lasard
- George Antheil
- Rudolf Ausleger
- Herbert Behrens-Hangeler
- Rudolf Belling
- Hans Brass
- Max Butting
- Carel Willink
- Heinrich Maria Davringhausen
- Walter Dexel
- Christof Drexel
- Hanns Eisler
- Viking Eggeling
- Conrad Felixmüller
- Lyonel Feininger
- Otto Freundlich
- Paul Goesch
- Otto Griebel
- Gustav Havemann
- Karl Jakob Hirsch
- Wilhelm Heckrot
- Hans Siebert von Heister
- Oswald Herzog
- Hannah Höch
- Lothar Homeyer
- Jascha Horenstein
- Philipp Jarnach
- Walter Kampmann
- Wassily Kandinsky
- Bernhard Klein
- César Klein
- Fritz Klein
- Issai Kulvianski
- Otto Lange
- El Lissitzky
- Thilo Maatsch
- Ewald Mataré
- Moriz Melzer
- Carlo Mense
- Hilla von Rebay
- Ludwig Mies van der Rohe
- Otto Möller
- Rudolf Möller
- Georg Muche
- Albert Mueller
- Felix Petyrek
- Enrico Prampolini
- Kurt Hermann Rosenberg
- Hans Scharoun
- Paul Schmolling
- Arthur Segal
- Rudolf Schlichter
- Wilhelm Schmid
- Heinrich Stegemann
- Hans Heinz Stuckenschmidt
- Georg Tappert
- Bruno Taut
- Heinz Tiessen
- Wladimir Rudolfowitsch Vogel
- Kurt Weill
- Gert Wollheim
- Stefan Wolpe
- Niko Wassiliew
- Walter Spies